# 宮原昭夫
宮原 昭夫（みやはら あきお、1932年8月5日 - ）は、日本の小説家。1972年に第67回芥川賞を受賞した。

## 人物
神奈川県横浜市生まれ。中学3年から神奈川県立横浜翠嵐高等学校にかけての同期に青木雨彦と生島治郎がいた（ただし宮原は高校在学中に胸を患って数年間休学している）。早稲田大学第一文学部露文科卒業。同人誌「木靴」に参加し、太宰治の門弟として知られる小山清に師事した。
1963年、『ごったがえしの時点』を出版。1966年、「石のニンフ達」で文学界新人賞を受賞して文壇デビューし、第56回芥川賞候補に挙がる。以後「やわらかい兇器」「待っている時間」でも同賞候補に挙がり、1972年、「誰かが触った」で第67回芥川賞受賞を果たした。
1974年4月、朴正熙の独裁政権に反対するデモを起こした大学生らのうち180人が拘束される「民青学連事件」が発生。7月16日までに、金芝河ら14人に死刑、15人に無期懲役、日本人の太刀川正樹と早川嘉春を含む26人に懲役15年から20年の刑が科せられた。7月20日早朝、宮原は国鉄藤沢駅の南口広場でハンガー・ストライキに入った。同日16時に金の死刑が無期懲役に減刑されたとのニュースが日本でも報じられたが、宮原は21日までハンストを続行した。
初期の作品は、少女たちの小悪魔的な魅力を描いたものが多かったが、「誰かが触った」は障害児を描いた異質のものである。その後、船を舞台とした海洋ユーモア小説や、若い女たちを描いた長編を書いている。
横浜文学学校の講師として、村田沙耶香などを育てた。
孫は元TENG GANG STARRのラッパー・なかむらみなみ。
神奈川県藤沢市辻堂在住。

## 著作
- 『ごったがえしの時点』七曜社 1963（のち毎日新聞社から復刊）
- 『石のニンフ達』文藝春秋 1969（のち角川文庫）
- 『誰かが触った』河出書房新社 1972（のち角川文庫）
- 『駆け落ち』文藝春秋, 1972（のち集英社文庫）
- 『あなたの町』冬樹社 1972
- 『どっこいしょ・えいじゃー』河出書房新社, 1974
- 『しょんべんカーブ』冬樹社, 1975
- 『海のロシナンテ』新潮社 1975（のち集英社文庫）
- 『広間と密室』立風書房 1976
- 『男の日ごよみ』1977 (角川文庫)
- 『早く買いすぎたベビー靴』立風書房, 1977
- 『さはら丸西へ』角川書店 1978
- 『まがりかど』集英社文庫 1979
- 『ゴジラ丸船長浮気めぐり』集英社 1981（のち光文社文庫）
- 『魑魅魍魎』河出書房新社 1982
- 『生きている海幸彦たち』日本交通公社出版事業局, 1983
- 『土と火の巫女』福武書店 1983
- 『カーテンコールをもう一度』双柿舎, 1985
- 『女たちのまつり』河出書房新社, 1986
- 『ゴジラ丸船長島めぐり』毎日新聞社, 1987
- 『竜のいる海』毎日新聞社 1989
- 『陽炎の巫女たち』読売新聞社 1992
- 『海のドンキホーテ』徳間書店 1992
- 『書く人はここで躓く!　作家が明かす小説作法』河出書房新社 2001
- 『シジフォスの勲章』河出書房新社 2002
- 『宮原昭夫小説選』宮原昭夫小説選制作委員会 2007
- 『八十八年目の機嫌』冬花社 2020

## 映画出演
- 戦車闘争 (映画) - （2020年12月公開 ドキュメンタリー映画[10]）